# Gran Premio di Miami 2022
Il Gran Premio di Miami 2022 è stata la quinta prova della stagione 2022 del campionato mondiale di Formula 1. La gara si è tenuta domenica 8 maggio al Miami International Autodrome di Miami Gardens, in Florida, negli Stati Uniti d'America, ed è stata vinta dall'olandese Max Verstappen su Red Bull Racing-RBPT, al ventitreesimo successo in carriera; Verstappen ha preceduto all'arrivo i due piloti della Ferrari, il monegasco Charles Leclerc e lo spagnolo Carlos Sainz Jr.. All'edizione inaugurale del Gran Premio hanno assistito 242 955 spettatori.

## Vigilia

### Sviluppi futuri
Durante la riunione della F1 Commission tenutasi alcuni giorni dopo la disputa del precedente Gran Premio dell'Emilia-Romagna, emerge l'intenzione delle squadre di raddoppiare i weekend di gara in cui ha luogo il format della Sprint, a partire dalla stagione successiva, il quale format è previsto in tre Gran Premi in questa stagione, non trovando consenso da parte della Federazione. Anche prima dell'inizio del campionato, la Federazione, Liberty Media e i team raggiunsero un accordo per aumentare il numero dei Gran Premi dove utilizzare la Sprint, sperimentata nel 2021, venendo proposto lo stesso numero di Gran Premi, prima del veto dei top team alle sei prove, i quali chiedevano un incremento di spesa sul limite del budget cap, riducendo la disputa del format a tre gare nella riunione della F1 Commission di febbraio.
A partire dal 2026 vengono stabiliti alcuni punti chiave della prossima era della Formula 1, riguardanti il mantenimento dello spettacolo, la sostenibilità ambientale e finanziaria, e la capacità di attrarre nuovi costruttori. Visto il successo delle telecamere apposte nel casco dei piloti, definite helmet camera, è stato in aggiunta proposto e approvato all'unanimità di aggiornare il regolamento tecnico 2023, rendendo obbligatorio l'uso di queste telecamere da casco per tutti i piloti. Per quanto concerne il regolamento delle nuove power unit attese nel 2026, viene reso noto che esse devono avere le stesse prestazioni, il 50% di potenza elettrica, il biocarburante al 100% e il tetto di spese sui costi per attirare nuovi motoristi.
A partire dalla stagione successiva, al fine di ridurre i set di pneumatici da tredici a undici, vengono effettuati degli esperimenti, nel quale in due Gran Premi, non ancora ufficializzati, vengono rese delle mescole obbligatorie da utilizzare in qualifica. I piloti sono costretti a impiegare gli pneumatici duri per la Q1, medi per la Q2 e infine morbidi per la Q3. Nel caso in cui la sessione venisse dichiarata ufficialmente bagnata, non vi è tale obbligo, con scelta libera di mescola. In caso di un riscontro positivo, la regola potrà essere applicata a tutte le gare della stagione 2024.

### Aspetti tecnici
Il circuito utilizzato per questo nuovo Gran Premio è il Miami International Autodrome, un circuito cittadino non permanente, il quale è localizzato all'interno dei terreni privati dell'Hard Rock Stadium, non sfrutta quindi strade pubbliche, e fa uso di percorsi asfaltati già esistenti e di nuova costruzione. Il circuito ottiene l'omologazione di primo grado da parte della FIA, licenza necessaria per ospitare un Gran Premio di Formula 1. Esso, da percorrere in senso antiorario, presenta una lunghezza di 5 412 m e si snoda attraverso 19 curve, 7 a destra e 12 a sinistra, ed è percorribile a una velocità media di 223 km/h e massima di 320 km/h. La velocità dentro la corsia dei box viene stabilita, come nella maggior parte dei circuiti, a 80 km/h. La larghezza della pista varia da un minimo di 10 metri a un massimo di 15,4 metri. Il circuito presenta tre rettilinei, tra i quali il più lungo con una lunghezza di 1,28 km. Il tempo di percorrenza della pista viene stimato in un minuto e 28 secondi in qualifica e un minuto e 35 secondi in gara, con l'accelerazione tenuta per il 58% sul giro. Il primo intermedio è posizionato 110 metri dopo la curva 8, mentre il secondo intermedio 70 metri dopo la curva 16. Lo speed trap, ovvero il punto in cui viene rilevata la velocità massima, è posizionato 150 metri prima della curva 17. Inizialmente il primo intermedio era stato posizionato 122 metri dopo la curva 8, il secondo intermedio 101 metri dopo la curva 16 e lo speed trap 200 metri prima della curva 17. La distanza di gara prevista è di 57 giri, pari a 308,326 km.
Il circuito è prevalentemente piatto, tuttavia il terreno presenta delle ondulazioni che i progettisti hanno integrato nella pista. Il maggior dislivello si trova tra le curve 13 e 16, dove il tracciato passa sotto a dei cavalcavia su un terreno irregolare e percorre una corsia di decelerazione della Florida's Turnpike, dove sono stati installati degli alti pannelli che fungono da barriera per impedire qualsiasi occhiata all’azione in pista da parte degli automobilisti. La pit lane, i box e il paddock vengono predisposti lungo il lato nord dello stadio, mentre il podio viene allestito sul lato sud. Il circuito viene riasfaltato in un tratto della curva 7 e della curva 17 prima dell'inizio della prima sessione di prove libere del venerdì.
Per questo nuovo Gran Premio la Pirelli, fornitore unico degli pneumatici, offre la scelta tra gomme di mescola C2, C3 e C4, la tipologia di pneumatici che caratterizza la gamma centrale del genere di coperture messe a disposizione dall'azienda italiana. La Pirelli ha dovuto fare affidamento sui dati delle simulazioni per scegliere la nomination delle mescole. Le informazioni in possesso indicano che le mescole centrali della gamma sono le più adatte per affrontare la nuova pista, con un asfalto liscio che offre un buon grip e forze al lavoro sui pneumatici nella media.
La Federazione stabilisce tre zone per l'utilizzo del Drag Reduction System. Dopo il circuito di Gedda, in Arabia Saudita, il Miami International Autodrome diviene il secondo circuito presente nel calendario del campionato mondiale di Formula 1 a presentare tre zone per l'utilizzo del dispositivo mobile, fin dalla sua realizzazione. Esse sono collocate, rispettivamente, tra le curve 10 e 11, con detection point stabilito 90 metri dopo la curva 8, tra le curve 16 e 17, con detection point fissato 70 metri dopo la curva 16, e sul rettilineo principale dei box, con detection point stabilito 15 metri dopo la curva 17. Inizialmente il primo detection point era stato stabilito 83 metri dopo la curva 8, il secondo detection point 73 metri dopo la curva 16 e il terzo detection point 19 metri dopo la curva 17.
Il direttore di gara designato per questo Gran Premio, il tedesco Niels Wittich, inoltra alle squadre una nota in cui si specifica cosa può o non può indossare un pilota alla guida di una monoposto di Formula 1. Vengono specificate le richieste mosse ai piloti in termini di abbigliamento per superare le verifiche regolamentari. Alla prima violazione il pilota colto in flagrante viene multato di 50 000 euro, alla seconda di 100 000 euro e alla terza di 250 000 euro e, soprattutto, alla decurtazione di punti in classifica, sia per il pilota che per il team. Il pilota britannico della Mercedes, Lewis Hamilton, non supera lo scrutinio della Federazione, visto alcuni oggetti indossati, per poi completare la procedura prima della prima sessione di prove libere del venerdì. Successivamente la Federazione concede un'esenzione medica di due Gran Premi a Hamilton per consentirgli la rimozione di due piercing. Il pilota britannico può correre con i piercing in questione, ma deve rimuoverli entro il Gran Premio di Monaco. Prima della terza sessione di prove libere del sabato, nell'interesse della sicurezza, gli orologi vengono considerati gioielli.
Nella giornata del mercoledì, l'AlphaTauri utilizza uno degli otto coprifuochi concessi durante la stagione per effettuare le operazioni sulle proprie vetture. La scuderia italiana non riceve sanzioni.
Prima dell'inizio della prima sessione di prove libere del venerdì, sulla vettura di George Russell e Sergio Pérez, Fernando Alonso e Kevin Magnussen viene installata la seconda scatola del cambio e la seconda trasmissione. Tutti i piloti non sono penalizzati sulla griglia di partenza in quanto i nuovi componenti rientrano tra quelli utilizzabili nel numero massimo stabilito dal regolamento tecnico.
La seconda unità relativa al motore a combustione interna viene installata sulla vettura di Charles Leclerc, Valtteri Bottas, Zhou Guanyu, Kevin Magnussen e Mick Schumacher, e la terza unità sulla vettura di Pierre Gasly. La seconda unità relativa al turbocompressore viene installata sulla vettura di Leclerc, Bottas, Zhou, Magnussen e Schumacher, e la terza unità sulla vettura di Gasly. La seconda unità relativa all'MGU-H viene installata sulla vettura di Leclerc, Bottas, Zhou, Magnussen e Schumacher, e la terza unità sulla vettura di Gasly. La seconda unità relativa all'MGU-K viene installata sulla vettura di Leclerc, Bottas, Magnussen e Schumacher, e la terza unità sulla vettura di Gasly. La seconda unità relativa al sistema del recupero dell'energia viene installata sulla vettura di Lance Stroll e Nicholas Latifi. La seconda unità relativa all'unità di controllo elettronico viene installata sulla vettura di Sebastian Vettel. La terza unità relativa all'impianto di scarico viene installata sulla vettura di Leclerc, Bottas e Schumacher, e la quarta unità sulla vettura di Gasly. Tutti i piloti non sono penalizzati sulla griglia di partenza in quanto i nuovi componenti installati rientrano tra quelli utilizzabili nel numero massimo stabilito dal regolamento tecnico.
Prima dell'inizio della terza sessione di prove libere del sabato, i cordoli all'ingresso della pit lane sono stati rimossi e sostituiti con un dissuasore a ogni apice. Inoltre, l'apice e l'uscita della curva 17 sono stati nuovamente riasfaltati. Prima della gara, alcuni piloti richiedono l'installazione di barriere Tecpro alla curva 14, non trovando consenso da parte della Federazione. La zona del tracciato è stata oggetto di incidenti occorsi al pilota spagnolo della Ferrari, Carlos Sainz Jr., e quello francese dell'Alpine, Esteban Ocon, durante la seconda e terza sessione di prove libere, rispettivamente.

### Aspetti sportivi
Il Gran Premio rappresenta il quinto appuntamento stagionale a distanza di due settimane dalla disputa del Gran Premio dell'Emilia-Romagna, quarta gara del campionato. Dopo la disputa della prima gara europea, il mondiale effettua la trasferta negli Stati Uniti d'America con l'edizione inaugurale del Gran Premio di Miami. Il suo debutto nel calendario del campionato mondiale di Formula 1, l'unico Gran Premio a debuttare nel corso di questo campionato, viene annunciato nell'aprile del 2021, alla vigilia del Gran Premio dell'Emilia-Romagna 2021. È la cinquantatreesima denominazione utilizzata nel campionato mondiale. Il Gran Premio entra in pianta stabile a partire da questo campionato tramite un contratto decennale. Miami diventa, dopo Indianapolis dal 1950 al 1960 e dal 2000 al 2007, Sebring nel 1959, Riverside nel 1960, Watkins Glen dal 1961 al 1980, Long Beach dal 1976 al 1983, Las Vegas nel 1981 e nel 1982 e dal 2023, Detroit dal 1982 al 1988, Dallas nel 1984, Phoenix dal 1989 al 1991 e Austin dal 2012 al 2019 e dal 2021, l'undicesima località statunitense dalla stagione inaugurale della categoria nel 1950 a ospitare un evento dopo che la Formula 1 era tornata sul suolo americano nel 2012, con il tradizionale Gran Premio degli Stati Uniti d'America, per la prima volta dal 2007. Gli Stati Uniti d'America rafforzano il proprio record di Gran Premi validi per il campionato mondiale di Formula 1 disputati in più sedi sul proprio territorio, utilizzando sei circuiti, per un totale di 71 gare ospitate tra le undici località, 60 Gran Premi e 11 edizioni della 500 Miglia di Indianapolis quali prove valide per il campionato mondiale. La massima categoria disputa un Gran Premio in Florida per la prima volta dalla stagione 1959. Il 23 maggio 2021 viene annunciata la data dell'evento dalla Federazione, collocando il Gran Premio a inizio maggio. Sponsor del Gran Premio è, per questa edizione, Crypto.com, un'applicazione di scambio di criptovalute con sede a Singapore. Grazie alla disputa del tradizionale Gran Premio degli Stati Uniti d'America a Austin in programma a ottobre, gli Stati Uniti d'America, per la prima volta dal 1984, quando ebbero luogo il Gran Premio degli Stati Uniti d'America-Est a Detroit e quello omonimo a Dallas, ospitano due Gran Premi sul proprio territorio in questo campionato. All'edizione inaugurale assistono 242 955 spettatori.
Il Gran Premio si svolge al Miami International Autodrome, un circuito cittadino non permanente situato a Miami Gardens, negli Stati Uniti d'America, ubicato negli immediati pressi dell'Hard Rock Stadium, a 14 miglia dal quartiere di Downtown Miami. È il settantaseiesimo circuito a ospitare una gara valida per il campionato mondiale e l'unico nuovo tracciato a figurare nel calendario della stagione. Già nel 2017 la Formula 1 e Apex Circuit Design, i promotori dell'iniziativa, avevano abbozzato alcuni tracciati nel quartiere di Downtown Miami. Tuttavia spostarono la loro attenzione più a nord due anni più tardi. Nell'ottobre 2019, infatti, fu ufficializzato che il circuito sede del Gran Premio di Miami — scelto tra 75 circuiti considerati e tra 36 diverse varianti simulate — avrebbe dovuto situarsi nel comune di Miami Gardens. Inizialmente i commissari di Miami Gardens votarono contro la costruzione della pista, tuttavia tale voto fu invertito il 14 aprile 2021. Gli organizzatori del Gran Premio e Stephen Ross, proprietario dell'Hard Rock Stadium, avevano un contratto preliminare per disputare la gara presso il predetto stadio già a partire dal 2021, successivamente rimandata di una stagione. Nel settembre 2021 il circuito viene ufficialmente denominato "Miami International Autodrome" dagli organizzatori. Esso diviene il settimo circuito a debuttare nell'era turbo-ibrida iniziata nella stagione 2014, dopo l'autodromo di Soči proprio nello stesso campionato con il Gran Premio di Russia, il circuito di Baku nel 2016 con il Gran Premio d'Europa, l'autodromo internazionale del Mugello con il Gran Premio della Toscana e l'autódromo Internacional do Algarve con il Gran Premio del Portogallo nel 2020, il circuito di Lusail con il Gran Premio del Qatar e il circuito di Gedda con il Gran Premio d'Arabia Saudita nel 2021.
Per la prima volta nella storia della Formula 1, il Gran Premio viene ospitato da una comunità prevalentemente africana e americana. Alla vigilia della gara, gli organizzatori del Gran Premio annunciano che il circuito è pronto per il 95%. Fin dall'annuncio della gara nel corso del campionato 2021, 275 000 persone si sono pre-registrate per acquistare i biglietti. Alla vigilia del Gran Premio di Gran Bretagna 2021, la disputa dell'edizione inaugurale del Gran Premio ottiene il via libera dai giudici dopo che viene respinta una causa che chiedeva l'annullamento per motivi discriminatori. Secondo i cittadini residenti vicino all'impianto dove si tiene l'evento fare disputare la corsa nel territorio circostante l'Hard Rock Stadium rappresentava una discriminazione razziale nei loro confronti.
La scuderia britannica McLaren sigla un accordo pluriennale con l'exchange di criptovalute OKX, mentre la scuderia francese Alpine assume, nella propria Academy, al ruolo di mentore, la britannica Alice Powell, partecipante al campionato W Series. La Formula 1 conferma l'uscita della quinta e della sesta stagione della serie televisiva Drive to Survive, sempre su Netflix.
Per questo Gran Premio, come il precedente, la FIA designa il tedesco Niels Wittich quale direttore di gara. Pochi giorni dopo la disputa del precedente Gran Premio dell'Emilia-Romagna, Wittich, insieme al portoghese Eduardo Freitas, l'altro direttore di gara designato dalla Federazione per il campionato, risultano positivi al SARS-CoV-2, mettendo a rischio la loro disponibilità al ruolo di direttore della corsa per questo appuntamento. La settimana successiva, tuttavia, grazie al tampone negativo, viene annunciata la presenza regolare di Wittich. L'ex pilota locale di Formula 1, lo statunitense Danny Sullivan, è nominato commissario aggiunto per la gara. Ha svolto tale funzione anche in passato, l'ultima nella prima edizione del Gran Premio di Città del Messico, corsa nel 2021. È la casa automobilistica tedesca Mercedes a fornire la safety car e la medical car.

## Prove

### Resoconto
Charles Leclerc fa segnare la miglior prestazione, nel corso della prima sessione di prove libere. Il pilota della Ferrari ha ottenuto il tempo con una configurazione aerodinamica standard, lasciando un settaggio più scarico per la sessione seguente. Alle spalle del monegasco, che si è visto anche limitare dal traffico in qualche tentativo rapido, si è inserito George Russell. La configurazione scelta dalla Mercedes consente di ridurre il fenomeno del porpoising, che molto aveva penalizzato le vetture tedesche, nelle prime gare stagionali. Al terzo posto si è classificato Max Verstappen, della Red Bull Racing.
Sulla monoposto del campione del mondo si sono verificati dei surriscaldamenti, che hanno costretto il team a richiamare ai box, in un paio di occasioni, il pilota, tanto che Verstappen ha completato circa metà dei giri di quelli chiusi da Leclerc. Carlos Sainz Jr. ha il sesto tempo, dopo un testacoda alla curva 3. Una volta rientrato in pista lo spagnolo si è concentrato sull'utilizzo di gomme a mescola media, al fine di prendere maggior confidenza con la pista. Anche Valtteri Bottas è stato protagonista di un incidente: è uscito alla curva 17, a non alta velocità, ma i danni riportati dalla sua Alfa Romeo sono importanti.
Al termine della prima sessione di prove libere del venerdì, Esteban Ocon e George Russell vengono convocati dai commissari sportivi per una situazione di pericolo in pit lane. Ocon riceve una reprimenda, la prima della stagione. Daniel Ricciardo e Mick Schumacher vengono convocati in quanto il pilota tedesco ha dovuto evitare quello australiano tra la curva 16 e la curva 17. Ricciardo non riceve sanzioni.
La Williams è stata multata di 800 euro dalla Federazione in quanto Alexander Albon ha superato il limite di velocità stabilito in pit lane.
Nella sessione pomeridiana Russell è stato il solo pilota capace di chiudere un giro in meno di 90 secondi. La competitività della Mercedes è stata confermata da Lewis Hamilton, che è salito al quarto posto, staccato di meno di tre decimi dal tempo del connazionale. La vettura presenta un'ala anteriore nuova ma, con una configurazione più scarica, sembra nuovamente essere sottoposta a saltellamento. Anche Leclerc ha confermato la sua velocità su questo tracciato, cogliendo il secondo tempo, davanti a Sergio Pérez.
Sainz Jr., che nei primi minuti era riuscito a porsi in vetta, è stato autore di un incidente. Dopo avere perso il controllo la sua Ferrari alla curva 13 è terminato contro le barriere alla curva 14. Questo ha portato la direzione di gara a interrompere la sessione con bandiera rossa. Un'ulteriore interruzione è stata imposta da un altro incidente, che ha visto protagonista Nicholas Latifi. L'Alfa Romeo non è stata in grado di riparare in tempo la vettura di Bottas, mentre anche Max Verstappen non ha tempi validi. L'olandese è stato mandato in pista in ritardo, per la necessità di sostituire il cambio. In seguito è stato richiamato ai box, per un problema idraulico.Sulla sua monoposto si è verificato un principio d'incendio nel cestello posteriore destro, causato dalla mancata disattivazione del brake-by-wire.
Durante le prime due sessioni di prove libere del venerdì, Lance Stroll e Alexander Albon utilizzano l'assemblaggio di una trasmissione al di fuori dell'allocazione prevista secondo il regolamento tecnico. Entrambi i piloti non sono penalizzati sulla griglia di partenza in quanto tale operazione rientra tra quelle effettuabili nel numero massimo consentito dal regolamento tecnico.
I commissari sportivi accettano una richiesta presentata dalla Haas di estendere di un'ora e 20 minuti il tempo per disigillare la power unit sostituita sulla vettura di Kevin Magnussen a causa di un ritardo del personale richiesto della Federazione.
Prima dell'inizio della terza sessione di prove libere del sabato, sulla vettura di Valtteri Bottas viene installata la terza unità relativa al turbocompressore e all'MGU-H, e la quarta unità relativa all'impianto di scarico. Sulla vettura di Carlos Sainz Jr. viene installata la seconda unità relativa all'unità di controllo elettronico e sulla vettura di Kevin Magnussen la terza unità relativa all'impianto di scarico. Tutti i piloti non sono penalizzati sulla griglia di partenza in quanto i nuovi componenti rientrano tra quelli utilizzabili nel numero massimo stabilito dal regolamento tecnico.
La seconda scatola del cambio e la seconda trasmissione vengono installate sulla vettura di Lance Stroll e Alexander Albon, e la terza scatola del cambio sulla vettura di Valtteri Bottas. Tutti i piloti non sono penalizzati sulla griglia di partenza in quanto i nuovi componenti installati rientrano tra quelli utilizzabili nel numero massimo stabilito dal regolamento tecnico.
Pérez ottiene il miglior tempo, nella sessione del sabato, anche se il messicano risulta più lento della prestazione di Russell del venerdì pomeriggio. Sul tempo incide l'alta temperatura dell'asfalto di 54 °C e la riasfaltatura che è stata effettuata in alcuni punti del tracciato. Dietro al messicano, a meno di due decimi, si piazza Leclerc, che riesce a fare meglio dell'altro pilota della Red Bull, Verstappen. Al quarto posto si è innalzato Fernando Alonso.
Dopo circa 15 minuti dall'inizio della sessione Esteban Ocon esce nello stesso punto della pista che, al venerdì, aveva visto l'incidente di Sainz Jr.. La vettura è pesantemente danneggiata, ma il pilota dell'Alpine è incolume. I commissari impiegano un quarto d'ora per ripristinare il tracciato. Le Mercedes non hanno ripetuto la buona prestazione del venerdì, anche se Lewis Hamilton è stato capace di battere Russell. Bottas, penalizzato da un incidente nella giornata precedente, dopo avere colto un ottimo tempo nella prima parte della sessione, si è maggiormente concentrato sullo studio della sua Alfa Romeo in una simulazione di gara.
Al termine della terza sessione di prove libere del sabato, Daniel Ricciardo viene convocato dai commissari sportivi per non avere seguito le procedure stabilite dalla direzione gara per quanto concerne le prove di partenza. Il pilota australiano della McLaren riceve una reprimenda, la prima della stagione.

### Risultati
Nella prima sessione del venerdì si è avuta questa situazione:
| Pos | Nº | Pilota          | Costruttore          | Tempo    | Gap    | Giri |
| --- | -- | --------------- | -------------------- | -------- | ------ | ---- |
| 1   | 16 | Charles Leclerc | Ferrari              | 1'31"098 |        | 26   |
| 2   | 63 | George Russell  | Mercedes             | 1'31"169 | +0"071 | 23   |
| 3   | 1  | Max Verstappen  | Red Bull Racing-RBPT | 1'31"277 | +0"179 | 14   |

Nella seconda sessione del venerdì si è avuta questa situazione:
| Pos | Nº | Pilota          | Costruttore          | Tempo    | Gap    | Giri |
| --- | -- | --------------- | -------------------- | -------- | ------ | ---- |
| 1   | 63 | George Russell  | Mercedes             | 1'29"938 |        | 18   |
| 2   | 16 | Charles Leclerc | Ferrari              | 1'30"044 | +0"106 | 21   |
| 3   | 11 | Sergio Pérez    | Red Bull Racing-RBPT | 1'30"150 | +0"212 | 19   |

Nella sessione del sabato mattina si è avuta questa situazione:
| Pos | Nº | Pilota          | Costruttore          | Tempo    | Gap    | Giri |
| --- | -- | --------------- | -------------------- | -------- | ------ | ---- |
| 1   | 11 | Sergio Pérez    | Red Bull Racing-RBPT | 1'30"304 |        | 21   |
| 2   | 16 | Charles Leclerc | Ferrari              | 1'30"498 | +0"194 | 23   |
| 3   | 1  | Max Verstappen  | Red Bull Racing-RBPT | 1'30"649 | +0"345 | 20   |

## Qualifiche

### Resoconto
Il pilota francese dell'Alpine, Esteban Ocon, non prende parte alle qualifiche a causa di un incidente nella terza sessione di prove libere del sabato.
Prima dell'inizio delle qualifiche, la terza scatola del cambio e la seconda trasmissione vengono installate sulla vettura di Pierre Gasly. Il pilota francese dell'AlphaTauri non è penalizzato sulla griglia di partenza in quanto i nuovi componenti installati rientrano tra quelli utilizzabili nel numero massimo stabilito dal regolamento tecnico.
La pista presenta, per le qualifiche, una temperatura dell'aria di 33 °C e una dell'asfalto di 53 °C. I primi piloti a scendere in pista sono quelli della Haas, con Mick Schumacher che affronta il giro rapido, dopo due giri di riscaldamento. Vanno poi al comando della graduatoria Lance Stroll, Carlos Sainz Jr., battuto poi dal duo della Red Bull Racing. Max Verstappen segna 1'30"235, staccando di mezzo secondo Sergio Pérez. Alle spalle del messicano si pone George Russell. A sorpresa si piazza quinto Zhou Guanyu.
Risalgono, al secondo e terzo posto, i due piloti della McLaren, Ricciardo e Norris. Tra i due si inserisce Stroll. In seguito Sainz Jr. prende la testa (1'30"079), prima che Leclerc vada sotto il minuto e mezzo (1'29"474). Verstappen si ferma a tre decimi dal monegasco. Dopo un inizio di sessione negativo, Yuki Tsunoda strappa il quinto tempo. Il giapponese è davanti a Russell, sesto. Schumacher si migliora, così come Hamilton, che trova un tempo che lo pone al riparo dall'eliminazione. Non si migliora Alexander Albon, mentre Stroll scala sesto, battuto, in seguito, da Alonso. Non passano in Q2 Magnussen, Zhou, Albon e Latifi, sempre tenendo conto che Ocon non ha partecipato alla sessione.
Nella seconda fase Leclerc piazza 1'29"754, tempo che viene migliorato, di 25 millesimi, da Sainz Jr.. Verstappen abbassa il limite a 1'29"202, con Pérez che è secondo. Schumacher sale quinto, giusto davanti a Bottas. Il tempo del tedesco è battuto sia da Hamilton che da Norris. Russell, invece, non chiude un giro cronometrato, per un problema tecnico.
Gasly prende il sesto tempo, davanti ad Alonso, prima che Bottas faccia meglio dello spagnolo. Leclerc riprende la vetta (1'29"130). Russell, tornato in pista, coglie il settimo rilievo cronometrico, pur rischiando di uscire dal tracciato. Il tracciato sembra migliorare: Bottas è quinto, mentre Stroll sale settimo. Vanno meglio anche Lando Norris, che è terzo, e Tsunoda, nono. Vengono eliminati Alonso, Russell, Vettel, Ricciardo e Schumacher.
Nella fase conclusiva Leclerc ottiene 1'29"055, 16 millesimi meglio del tempo dell'altro ferrarista, Sainz Jr.. Verstappen scende sotto il minuto e ventinove, il primo della giornata (1'28"991). Quarto è il suo compagno di team, Pérez, a mezzo secondo dall'olandese. Sale quinto Bottas, relegato a quasi un secondo dal tempo del campione del mondo. Con il secondo tentativo Leclerc ottiene il migliore parziale nel primo settore, battuto da Sainz Jr.. Chi non si migliora è Verstappen. Leclerc chiude in 1'28"796, Sainz Jr. in 1'28"986; entrambi battono il primo tempo di Verstappen che, a causa di un errore alla curva 7, non è capace di fare altrettanto.
Charles Leclerc ottiene la pole position, davanti al compagno di scuderia Sainz Jr. e a Verstappen. Per il monegasco è la dodicesima partenza al palo in carriera, mentre per Sainz Jr. la seconda partenza in prima fila in carriera. La Ferrari conquista la prima fila in qualifica con entrambe le vetture per la prima volta dal Gran Premio del Messico 2019 sempre con Leclerc insieme a Sebastian Vettel. Per la scuderia di Maranello è la prima pole position e la prima fila occupata negli Stati Uniti d'America dal Gran Premio omonimo del 2006 corso sul circuito di Indianapolis con Michael Schumacher e Felipe Massa. La quinta posizione di Valtteri Bottas rappresenta il miglior risultato in qualifica per l'Alfa Romeo dal Gran Premio di Germania 2019 con Kimi Räikkönen sempre al quinto posto, mentre il compagno di squadra Zhou Guanyu viene eliminato per la prima volta in Q1. Lewis Hamilton si qualifica fuori dalle prime cinque posizioni in un Gran Premio disputato negli Stati Uniti d'America per la prima volta in carriera.
Sono stati cancellati tre tempi dai commissari sportivi ai piloti per avere superato i limiti della pista, durante le qualifiche. Si sono visti cancellare il tempo Pierre Gasly alla curva 15, Lewis Hamilton alla curva 15 e Max Verstappen alla curva 5.

### Risultati
Nella sessione di qualifica si è avuta questa situazione:
| Pos                         | Nº | Pilota           | Costruttore                  | Q1          | Q2       | Q3       | Griglia |
| --------------------------- | -- | ---------------- | ---------------------------- | ----------- | -------- | -------- | ------- |
| 1                           | 16 | Charles Leclerc  | Ferrari                      | 1'29"474    | 1'29"130 | 1'28"796 | 1       |
| 2                           | 55 | Carlos Sainz Jr. | Ferrari                      | 1'30"079    | 1'29"729 | 1'28"986 | 2       |
| 3                           | 1  | Max Verstappen   | Red Bull Racing-RBPT         | 1'29"836    | 1'29"202 | 1'28"991 | 3       |
| 4                           | 11 | Sergio Pérez     | Red Bull Racing-RBPT         | 1'30"055    | 1'29"673 | 1'29"036 | 4       |
| 5                           | 77 | Valtteri Bottas  | Alfa Romeo-Ferrari           | 1'30"845    | 1'29"751 | 1'29"475 | 5       |
| 6                           | 44 | Lewis Hamilton   | Mercedes                     | 1'30"388    | 1'29"797 | 1'29"625 | 6       |
| 7                           | 10 | Pierre Gasly     | AlphaTauri-RBPT              | 1'30"779    | 1'30"128 | 1'29"690 | 7       |
| 8                           | 4  | Lando Norris     | McLaren-Mercedes             | 1'30"761    | 1'29"634 | 1'29"750 | 8       |
| 9                           | 22 | Yuki Tsunoda     | AlphaTauri-RBPT              | 1'30"485    | 1'30"031 | 1'29"932 | 9       |
| 10                          | 18 | Lance Stroll     | Aston Martin Aramco-Mercedes | 1'30"441    | 1'29"996 | 1'30"676 | 10      |
| 11                          | 14 | Fernando Alonso  | Alpine-Renault               | 1'30"407    | 1'30"160 | N.D.     | 11      |
| 12                          | 63 | George Russell   | Mercedes                     | 1'30"490    | 1'30"173 | N.D.     | 12      |
| 13                          | 5  | Sebastian Vettel | Aston Martin Aramco-Mercedes | 1'30"677    | 1'30"214 | N.D.     | 13      |
| 14                          | 3  | Daniel Ricciardo | McLaren-Mercedes             | 1'30"583    | 1'30"310 | N.D.     | 14      |
| 15                          | 47 | Mick Schumacher  | Haas-Ferrari                 | 1'30"645    | 1'30"423 | N.D.     | 15      |
| 16                          | 20 | Kevin Magnussen  | Haas-Ferrari                 | 1'30"975    | N.D.     | N.D.     | 16      |
| 17                          | 24 | Zhou Guanyu      | Alfa Romeo-Ferrari           | 1'31"020    | N.D.     | N.D.     | 17      |
| 18                          | 23 | Alexander Albon  | Williams-Mercedes            | 1'31"266    | N.D.     | N.D.     | 18      |
| 19                          | 6  | Nicholas Latifi  | Williams-Mercedes            | 1'31"325    | N.D.     | N.D.     | 19      |
| Tempo limite 107%: 1'35"737 |    |                  |                              |             |          |          |         |
| NQ                          | 31 | Esteban Ocon     | Alpine-Renault               | senza tempo | N.D.     | N.D.     | 20      |

In grassetto sono indicate le migliori prestazioni in Q1, Q2 e Q3.

## Gara

### Resoconto
Prima della gara, sulla vettura di Esteban Ocon viene installata la terza scatola del cambio e la terza trasmissione. Il pilota francese dell'Alpine non è penalizzato sulla griglia di partenza in quanto i nuovi componenti installati rientrano tra quelli utilizzabili nel numero massimo stabilito dal regolamento tecnico. Il pilota è già autorizzato alla partenza da parte dei commissari sportivi, in ultima posizione, per non avere disputato le qualifiche.
Max Verstappen si inserisce tra le due Ferrari, con Charles Leclerc capace di mantenere il comando del Gran Premio alla prima curva. Dietro a Sainz Jr. ci sono Sergio Pérez, Valtteri Bottas, Pierre Gasly, Fernando Alonso e Lewis Hamilton. Il britannico passa Alonso, al secondo giro, sfruttando un errore del pilota spagnolo, dopo che i due si erano anche toccati, nel corso del primo giro. Al sesto giro Hamilton prende la posizione anche a Gasly. Leclerc sembra potere ampliare il margine su Verstappen, ma il monegasco, penalizzato dalle gomme, deve cedere la prima posizione all'olandese, all'ottavo giro. A sua volta, il pilota della Red Bull Racing allarga il vantaggio sul ferrarista, autore anche di un errore, al dodicesimo giro. Il margine tra i due, al quindicesimo giro, supera i tre secondi. Nello stesso giro Alonso si ferma ai box, per il cambio gomme. La sosta è lunga, e penalizza la permanenza nelle prime posizioni del pilota dell'Alpine.
Attorno al diciannovesimo giro Pérez informa il muretto di una perdita di potenza, che viene risolta, ma lo allontana dal terzo posto di Sainz Jr.. Al ventiduesimo passaggio c'è la sosta di Hamilton, che passa alle hard, e due giri dopo quella di Leclerc, facendo la stessa scelta del britannico. Verstappen si ferma al ventiseiesimo giro, mentre Sainz Jr. e Pérez effettuano il pit stop al ventisettesimo passaggio. Lo spagnolo, pur penalizzato da un cambio gomme lento, resta davanti al messicano. Nel frattempo si ferma anche Bottas, che si ritrova alle spalle di George Russell, che non si è ancora fermato.
Al trentatreesimo giro Verstappen comanda con oltre sette secondi di vantaggio su Leclerc, oltre 20 su Sainz Jr. che precede, a sua volta, di cinque secondi, Pérez. Al trentanovesimo giro Alonso colpisce, in una manovra di sorpasso, Gasly. Il giro seguente Lando Norris va in testacoda, dopo un contatto con lo stesso Gasly. La sua McLaren colpisce le barriere, perdendo diversi pezzi. La direzione impone il regime di virtual safety car, poi invia in pista la vettura di sicurezza. Molti piloti approfittano per cambiare gli pneumatici. Tra quelli del gruppo di testa si fermano Pérez, che passa alle medie, e Russell, che effettua la sua prima sosta. Il britannico rientra in pista alle spalle di Bottas e Hamilton.
La gara riprende, nella sua valenza agonistica, al quarantasettesimo giro. Leclerc attacca, senza successo, Verstappen. Più dietro c'è una lotta intensa fra le due Mercedes: Bottas ne viene distratto, fa un piccolo errore, e viene passato da entrambi. Mentre Leclerc affianca ancora Verstappen, senza poterne prendere la posizione, Russell ha la meglio sul compagno di scuderia Hamilton. Anche Pérez mette pressione a Sainz Jr., ma senza riuscire a salire sul podio. Un piccolo errore di Leclerc, al cinquantaduesimo giro, fa perdere al ferrarista la scia di Verstappen, che può controllare più agevolmente gli ultimi giri. Al cinquantatreesimo giro Mick Schumacher sbaglia il punto di frenata alla prima curva, e colpisce la vettura di Sebastian Vettel. Il primo è costretto al box, mentre l'ex campione del mondo si ritira.
Max Verstappen vince il suo terzo Gran Premio stagionale, la seconda gara consecutiva del campionato e la ventitreesima vittoria in carriera, davanti a Leclerc e Sainz Jr.. La vittoria del pilota olandese a Miami, in Florida, si aggiunge a quelle di Palm Beach e Homestead durante la sua prima stagione alla guida di una monoposto nell'ex Florida Winter Series, nel 2014. Per Verstappen è la seconda vittoria consecutiva negli Stati Uniti d'America dopo il successo nel Gran Premio omonimo del 2021 corso a Austin, e raggiunge i primi dieci piloti di sempre a podio nella storia della categoria, davanti a David Coulthard. Il campione del mondo aveva trionfato solo una volta correndo su un nuovo circuito, durante il Gran Premio d'Olanda 2021 a Zandvoort. Il pilota della Red Bull trionfa partendo dalla terza posizione. Era dal Gran Premio degli Stati Uniti d'America 2005 corso a Indianapolis con la vittoria di Michael Schumacher partendo dalla quinta posizione che un pilota non trionfava negli Stati Uniti d'America scattando dalla seconda fila in giù. Leclerc ottiene il suo primo podio negli Stati Uniti d'America, il diciassettesimo in carriera, e segna la sua sedicesima gara consecutiva al traguardo. La Ferrari presenta due vetture sul podio per la terza volta in cinque gare in stagione, occorrenza non verificatasi negli ultimi due campionati. Per la prima volta in carriera, Lewis Hamilton, sesto, termina fuori dalle prime quattro posizioni in un Gran Premio corso negli Stati Uniti d'America. Alexander Albon ottiene punti per la Williams nel giorno del quarantacinquesimo anniversario della scuderia britannica, debuttante nel Gran Premio di Spagna 1977. Lando Norris termina una striscia di 15 gare al traguardo.
Sono stati cancellati sei tempi dai commissari sportivi ai piloti per avere superato i limiti della pista durante la gara. Si sono visti cancellare il tempo Fernando Alonso (due volte, di cui una alla curva 6 e una alla curva 15), Sebastian Vettel alla curva 15, Kevin Magnussen alla curva 12, Pierre Gasly alla curva 5 e Nicholas Latifi alla curva 15.

### Risultati
I risultati del Gran Premio sono i seguenti:
| Pos | Nº | Pilota           | Costruttore                  | Giri | Tempo/Ritiro                 | Griglia | Punti |
| --- | -- | ---------------- | ---------------------------- | ---- | ---------------------------- | ------- | ----- |
| 1   | 1  | Max Verstappen   | Red Bull Racing-RBPT         | 57   | 1h34'24"258                  | 3       | 26    |
| 2   | 16 | Charles Leclerc  | Ferrari                      | 57   | +3"786                       | 1       | 18    |
| 3   | 55 | Carlos Sainz Jr. | Ferrari                      | 57   | +8"229                       | 2       | 15    |
| 4   | 11 | Sergio Pérez     | Red Bull Racing-RBPT         | 57   | +10"638                      | 4       | 12    |
| 5   | 63 | George Russell   | Mercedes                     | 57   | +18"582                      | 12      | 10    |
| 6   | 44 | Lewis Hamilton   | Mercedes                     | 57   | +21"368                      | 6       | 8     |
| 7   | 77 | Valtteri Bottas  | Alfa Romeo-Ferrari           | 57   | +25"073                      | 5       | 6     |
| 8   | 31 | Esteban Ocon     | Alpine-Renault               | 57   | +28"386                      | 20      | 4     |
| 9   | 23 | Alexander Albon  | Williams-Mercedes            | 57   | +32"365                      | 18      | 2     |
| 10  | 18 | Lance Stroll     | Aston Martin Aramco-Mercedes | 57   | +37"026                      | PL      | 1     |
| 11  | 14 | Fernando Alonso  | Alpine-Renault               | 57   | +37"128                      | 11      |       |
| 12  | 22 | Yuki Tsunoda     | AlphaTauri-RBPT              | 57   | +40"146                      | 9       |       |
| 13  | 3  | Daniel Ricciardo | McLaren-Mercedes             | 57   | +40"902                      | 14      |       |
| 14  | 6  | Nicholas Latifi  | Williams-Mercedes            | 57   | +49"936                      | 19      |       |
| 15  | 47 | Mick Schumacher  | Haas-Ferrari                 | 57   | +1'13"305                    | 15      |       |
| 16  | 20 | Kevin Magnussen  | Haas-Ferrari                 | 56   | Alettone anteriore           | 16      |       |
| 17  | 5  | Sebastian Vettel | Aston Martin Aramco-Mercedes | 54   | Collisione con M. Schumacher | PL      |       |
| Rit | 10 | Pierre Gasly     | AlphaTauri-RBPT              | 45   | Sospensione                  | 7       |       |
| Rit | 4  | Lando Norris     | McLaren-Mercedes             | 39   | Collisione con P. Gasly      | 8       |       |
| Rit | 24 | Zhou Guanyu      | Alfa Romeo-Ferrari           | 6    | Perdita d'acqua              | 17      |       |

Max Verstappen riceve un punto addizionale per avere segnato il giro più veloce della gara.

## Classifiche mondiali

### Piloti
| Pos | Pilota           | Punti |
| --- | ---------------- | ----- |
| 1   | Charles Leclerc  | 104   |
| 2   | Max Verstappen   | 85    |
| 3   | Sergio Pérez     | 66    |
| 4   | George Russell   | 59    |
| 5   | Carlos Sainz Jr. | 53    |
| 6   | Lewis Hamilton   | 36    |
| 7   | Lando Norris     | 35    |
| 8   | Valtteri Bottas  | 30    |
| 9   | Esteban Ocon     | 24    |
| 10  | Kevin Magnussen  | 15    |
| 11  | Daniel Ricciardo | 11    |
| 12  | Yuki Tsunoda     | 10    |
| 13  | Pierre Gasly     | 6     |
| 14  | Sebastian Vettel | 4     |
| 15  | Alexander Albon  | 3     |
| 16  | Fernando Alonso  | 2     |
| 17  | Lance Stroll     | 2     |
| 18  | Zhou Guanyu      | 1     |

### Costruttori
| Pos | Costruttore                  | Punti |
| --- | ---------------------------- | ----- |
| 1   | Ferrari                      | 157   |
| 2   | Red Bull Racing-RBPT         | 151   |
| 3   | Mercedes                     | 95    |
| 4   | McLaren-Mercedes             | 46    |
| 5   | Alfa Romeo-Ferrari           | 31    |
| 6   | Alpine-Renault               | 26    |
| 7   | AlphaTauri-RBPT              | 16    |
| 8   | Haas-Ferrari                 | 15    |
| 9   | Aston Martin Aramco-Mercedes | 6     |
| 10  | Williams-Mercedes            | 3     |